# San Carlo al Corso (titre cardinalice)
Le titre cardinalice de San Carlo al Corso est instauré en 1627 par le pape Urbain VIII en remplacement du titre San Carlo ai Catinari. Le titre fut supprimé par le pape Urbain VIII en 1639 après le décès de l'unique cardinal titulaire.
Le titre était rattaché à l'église San Carlo al Corso construite à partir de 1612 en l'honneur de Charles Borromée tout juste canonisé.
En 1967, le titre Santi Ambrogio e Carlo a été recréé et rattaché à cette basilique ayant repris les noms des deux saints Ambroise et Charles.

## Titulaires
- Desiderio Scaglia, O.P. (1627-1639)
- Titre supprimé en 1639